# بطولة العالم للدراجات على المضمار 2013
بطولة العالم للدراجات على المضمار 2013 هي الدورة ال110 من بطولة العالم للدراجات على المضمار، أجريت في مينسك، روسيا البيضاء.

## النتائج النهائية
| المسابقة                                      | ذهبية                                                                    | فضية                                                                           | برونزية                                                                     |
| --------------------------------------------- | ------------------------------------------------------------------------ | ------------------------------------------------------------------------------ | --------------------------------------------------------------------------- |
| الرجال                                        |                                                                          |                                                                                |                                                                             |
| السرعة الفردية                                | Stefan Bötticher (GER)                                                   | دينيس ديميترييف (RUS)                                                          | فرانسوا بيرفيس (FRA)                                                        |
| سباق الكيلو متر ضد الساعة                     | فرانسوا بيرفيس (FRA)                                                     | Simon van Velthooven (NZL)                                                     | يواكيم إيلرز (GER)                                                          |
| سباق المطاردة الفردية                         | مايكل هيبورن (أستراليا)                                                  | مارتن إرفين (جمهورية أيرلندا)                                                  | ستيفان كونغ (سويسرا)                                                        |
| سباق المطاردة الفرقية                         | جلين أوشي · الكسندر ادموندسون · مايكل هيبورن · الكسندر مورغان · أستراليا | ستيفن بيرك · إد كلانسي · صموئيل هاريسون · اندي تينانت (دراج) · بريطانيا العظمى | لاسي نورمان هانسن · كاسبر فون فولساش · ماتياس مولر · راسموس كواد · الدنمارك |
| سباق الخدش - السكراتش                         | مارتن إرفين (IRL)                                                        | Andreas Müller (AUT)                                                           | لوقا دافيسون (AUS)                                                          |
| السرعة الفردية للفرق                          | رينيه اندرز · Stefan Botticher · ماكسيميليان ليفي · ألمانيا              | إيثان ميتشل · سام ويبستر (دراج) · إدي دوكينز · نيوزيلندا                       | جوليان بالما دي مايوركا · فرانسوا بيرفيس · مايكل د. ألميدا · فرنسا          |
| السرعة الفردية بالترادف (بالإنجليزية: tandem)‏ |                                                                          |                                                                                |                                                                             |
| السباق الأمريكي (ماديسون)                     | Vivien Brisse · مورغان كنيسكي · فرنسا                                    | ديفيد مونتانير · ألبرت توريس · إسبانيا                                         | هينينج بوميل · ثيو راينهارت · ألمانيا                                       |
| سباق مطاردة الدراجة النارية للهواة            |                                                                          |                                                                                |                                                                             |
| سباق مطاردة الدراجة النارية للمحترفين         |                                                                          |                                                                                |                                                                             |
| الكيرين                                       | جيسون كيني (GBR)                                                         | ماكسيميليان ليفي (GER)                                                         | ماتيس بوشلي (NED)                                                           |
| سباق النقاط                                   | سيمون ييتس (دراج) (GBR)                                                  | إلوي تيرويل (ESP)                                                              | Kirill Sveshnikov (RUS)                                                     |
| سباق الأومنيوم                                | آرون جيت (NZL)                                                           | لاسي نورمان هانسن (DEN)                                                        | جلين أوشي (AUS)                                                             |
| السيدات                                       |                                                                          |                                                                                |                                                                             |
| السرعة الفردية                                | بيكي جيمس (GBR)                                                          | كريستينا فوجل (GER)                                                            | لي واي سزي (HKG)                                                            |
| سباق 500 متر ضد الساعة                        | لي واي سزي (HKG)                                                         | ميريام ويلت (GER)                                                              | بيكي جيمس (GBR)                                                             |
| سباق المطاردة الفردية                         | سارة همر (USA)                                                           | ايمي كوري (AUS)                                                                | أنيت ادموندسون (AUS)                                                        |
| سباق المطاردة الفرقية                         | داني كينغ · لورا تروت · إلينور باركر · بريطانيا العظمى                   | أنيت ادموندسون · ميليسا هوسكينز · ايمي كوري · أستراليا                         | لورا براون · جاسمين غليسر · جيليان كارلتون · كندا                           |
| سباق الخدش - السكراتش                         | كاتارزينا باولوسكا (POL)                                                 | صوفيا أريولا (MEX)                                                             | Evgenia Romanyuta (RUS)                                                     |
| السرعة الفردية للفرق                          | كريستينا فوجل · ميريام ويلت · ألمانيا                                    | غونغ جينجي · قوه شوانغ · الصين                                                 | فيكتوريا ويليامسون · بيكي جيمس · بريطانيا العظمى                            |
| الكيرين                                       | بيكي جيمس (GBR)                                                          | غونغ جينجي (CHN)                                                               | ليساندرا غيرا (CUB)                                                         |
| سباق النقاط                                   | جارماليا ماشاكوفا (CZE)                                                  | صوفيا أريولا (MEX)                                                             | جورجيا برونزيني (ITA)                                                       |
| سباق الأومنيوم                                | سارة همر (USA)                                                           | لورا تروت (GBR)                                                                | أنيت ادموندسون (AUS)                                                        |